# Bitis caudalis
Bitis caudalis là một loài rắn trong họ Rắn lục. Loài này được Smith mô tả khoa học đầu tiên năm 1839.
Phạm vi phân bố loài này ở vùng khô hạn tây nam châu Phi: tây nam Angola, Namibia, qua sa mạc Kalahari của nam Botswana, vào bắc Transvaal và tây nam Zimbabwe, ở Nam Phi từ bắc tỉnh Cape về phía nam đến Đại Karoo.